# Neohelvibotys neohelvialis
Neohelvibotys neohelvialis là một loài bướm đêm trong họ Crambidae.